# Маторська мова
Маторська мова — мертва самодійська мова. Належить до південної гілки самодійських мов. Носіями маторської мови були мотори — зниклий самодійський народ, що мешкав на північних схилах Саян на верхньому Єнісеї в долині р. Туби і її припливу Амила (південь Красноярського краю, захід Іркутської області). Мова вимерла у середині XIX століття.